# Каганович Елла Борисівна
Каганович Елла Борисівна (12 червня 1938, Київ) — українська вчена-вчена-фізик. Доктор фізико-математичних наук (1988), професор (2007).

## Біографія
Елла Борисівна Каганович народилася 12 червня 1938 року у Києві. У 1961 році закінчила факультет електроніки Київського політехнічного інституту. Після випуску почала працювати в Інституті фізики напівпровідників НАНУ. У 1988 році захистила докторську дисертацію та отримала вчене звання старшої наукової співробітниці, у 2005 році стала головним науковим співробітником.

## Наукова діяльність
Е. Б. Каганович досліджує фотоелектричні явища у плівках широкозонних напівпровідників сполук AIIBVI, фотоприймальні структури оптоелектроніки та пристрої оброблення оптичної інформації, лазерні методи формування квантових точок кремнію та германію з екситонною фотолюмінесценцією, плазмонні наноматеріали на основі нанокомпозитних плівок оксидів із наночастками благородних металів і багатошарових планарних наноструктур для цілей оптоелектроніки та сенсорики.
Є співавтором низки патентів.

### Праці
- Фотопотенциометры и функциональные фоторезисторы. Москва, 1978;
- Research of radiative recombination center formation in photoconductive CdS and CdSe films // Thin Solid Films. 1988. Vol. 162;
- Фотолюминесценция германиевых квантовых точек, сформированных импульсным лазерным осаждением // ФТП. 2007. Т. 41, № 2;
- Exciton states and photoluminescence in Ge quantum dots // Nanotechnology. 2007. Vol. 18, № 29;
- Поляризаційно-модуляційна спектроскопія поверхневого плазмонного резонансу в наноструктурах золота, отриманих методом імпульсного лазерного осадження // УФЖ. 2009. Т. 54, № 6 (усі — співавт.).